# シャニラク

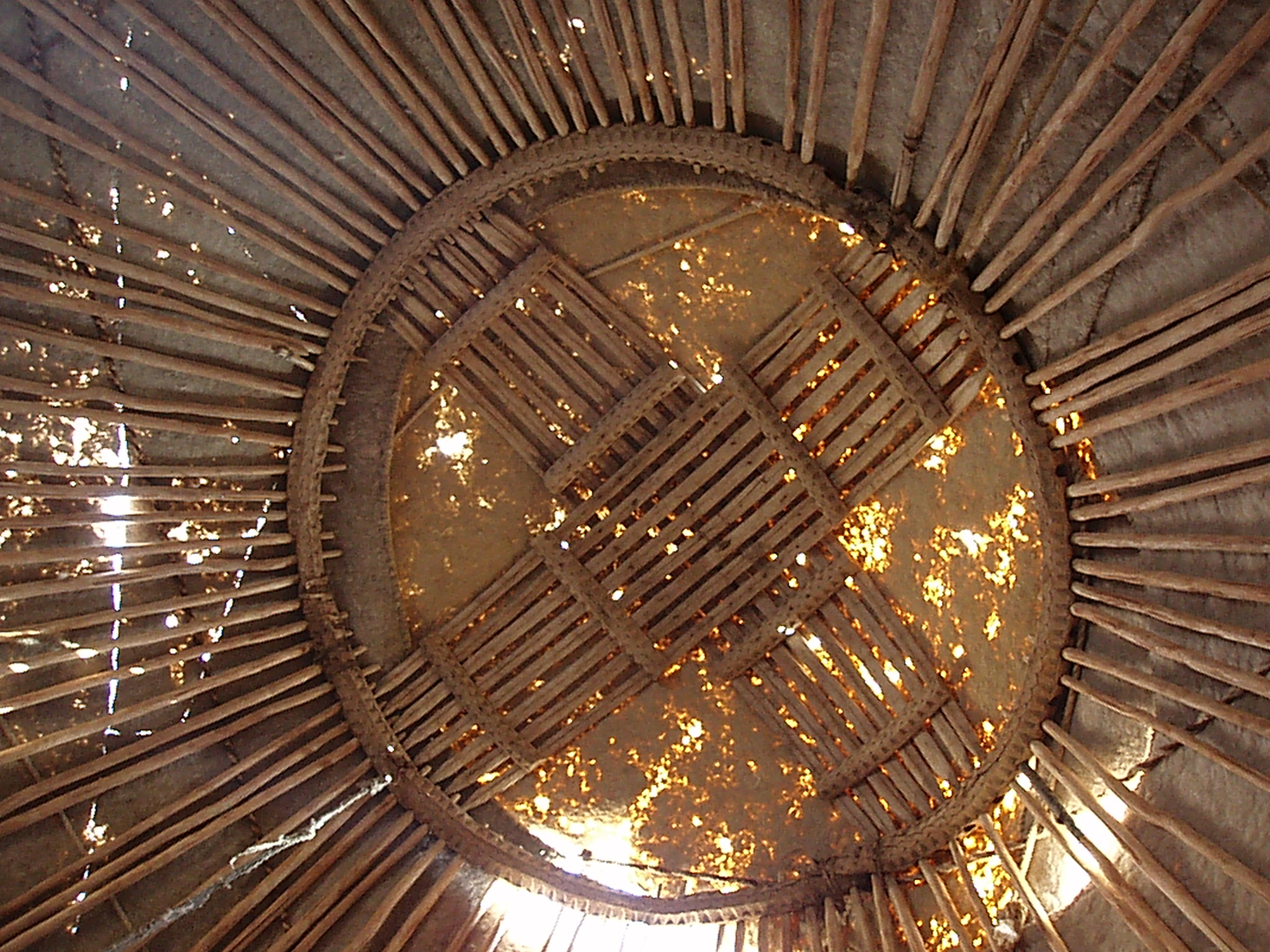

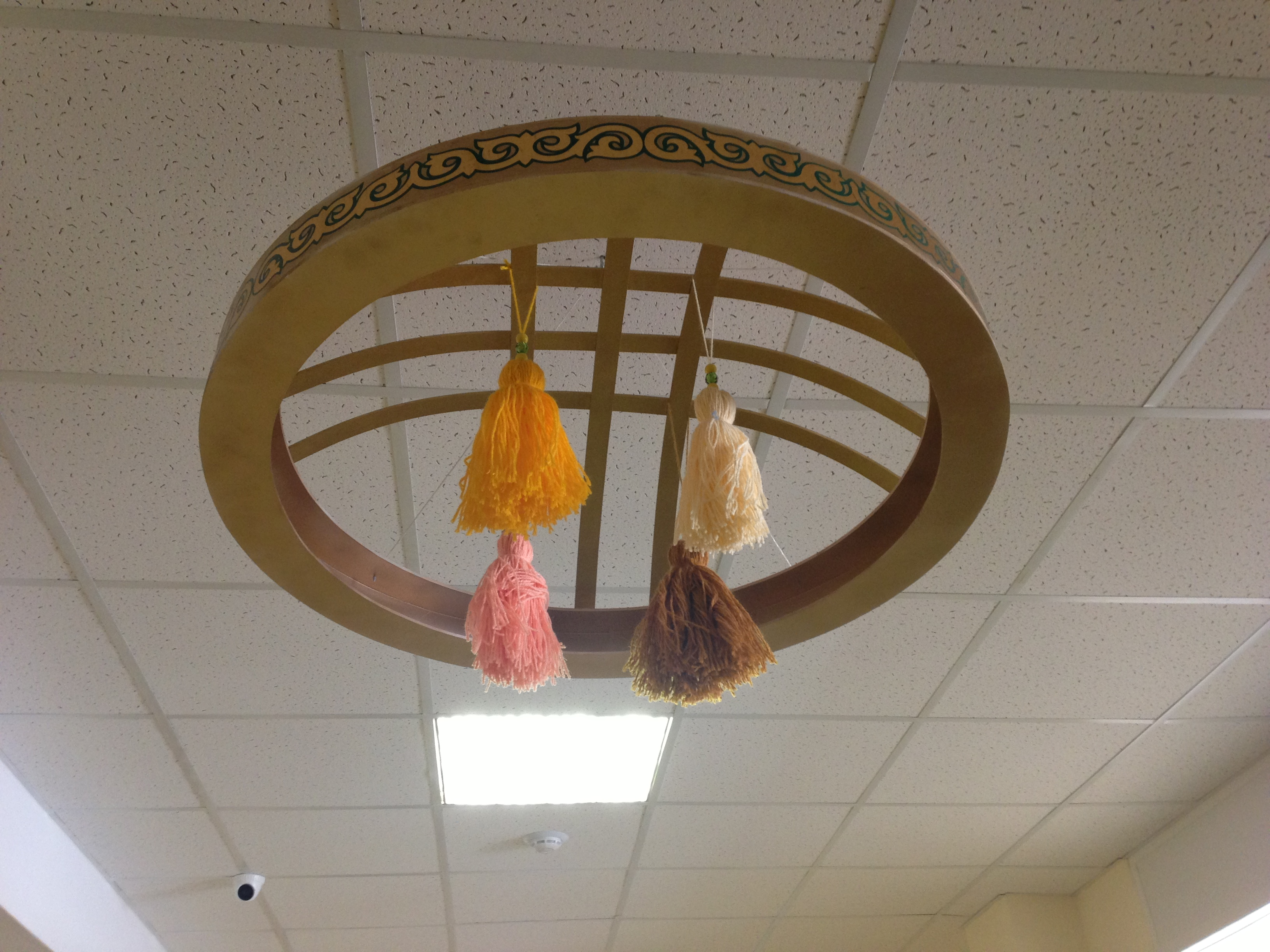
インテリア製品

シャニラク、トゥンドゥク、トーノ（バシキール語: Сағыраҡ、カザフ語: Шаңырақ, Shangyrak, Shanyrak、キルギス語: Түндүк, Tunduk、ブリヤート語 モンゴル語: Тооно）は、円の中に格子を描くような遊牧民のテント式家屋の頂部の構造要素のことである。この木製の縁は住居の要となる部分であり、親から子へと受け継がれていくものである。
カザフスタンではシャニラク、キルギスではトゥンドゥク、モンゴルではトーノと呼ばれ、中央アジアではシンボルとして広く用いられている。カザフスタンアクトベ市内の中央広場には金色のシャニラクのモニュメントが存在する。

## 意匠

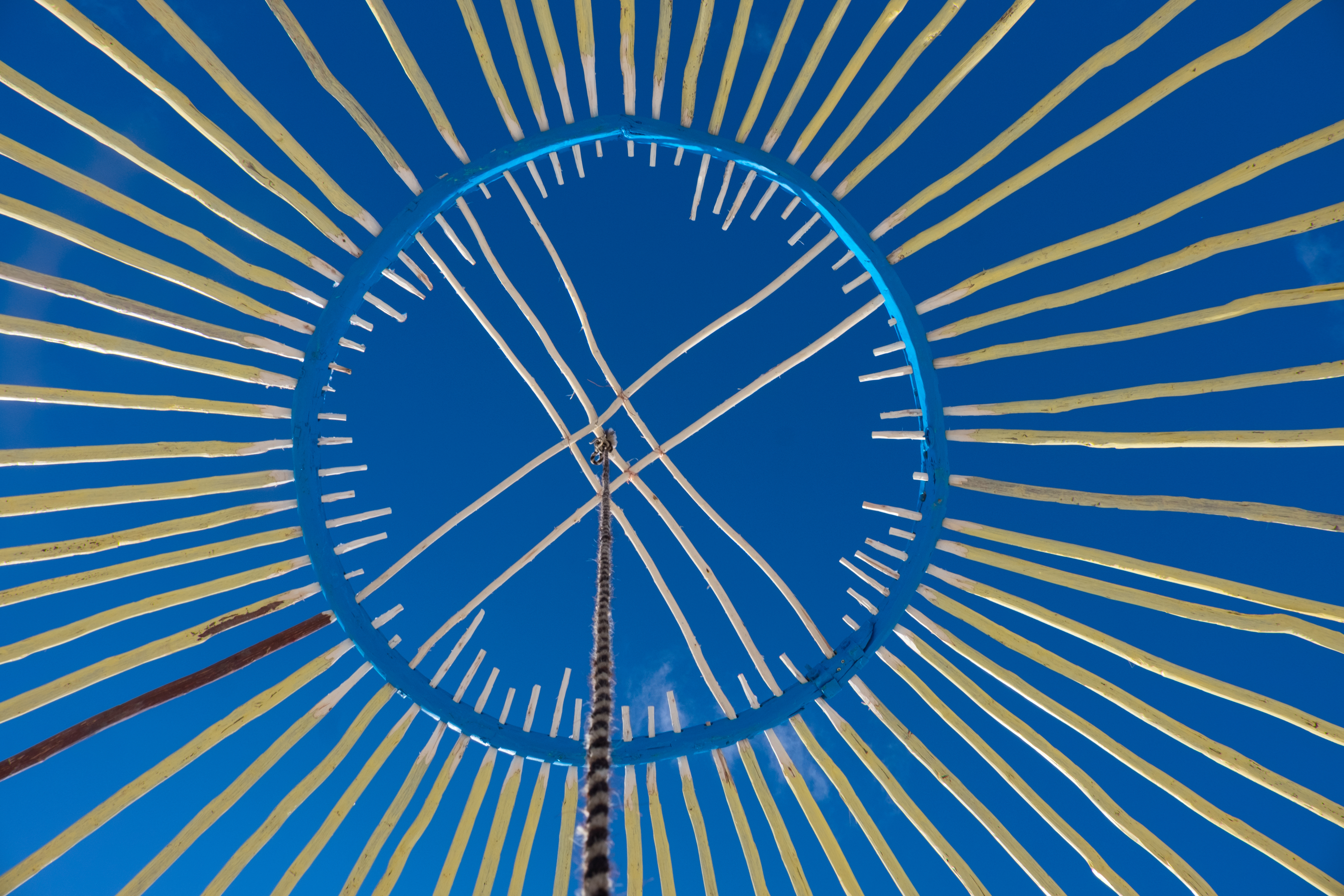
シャニラク
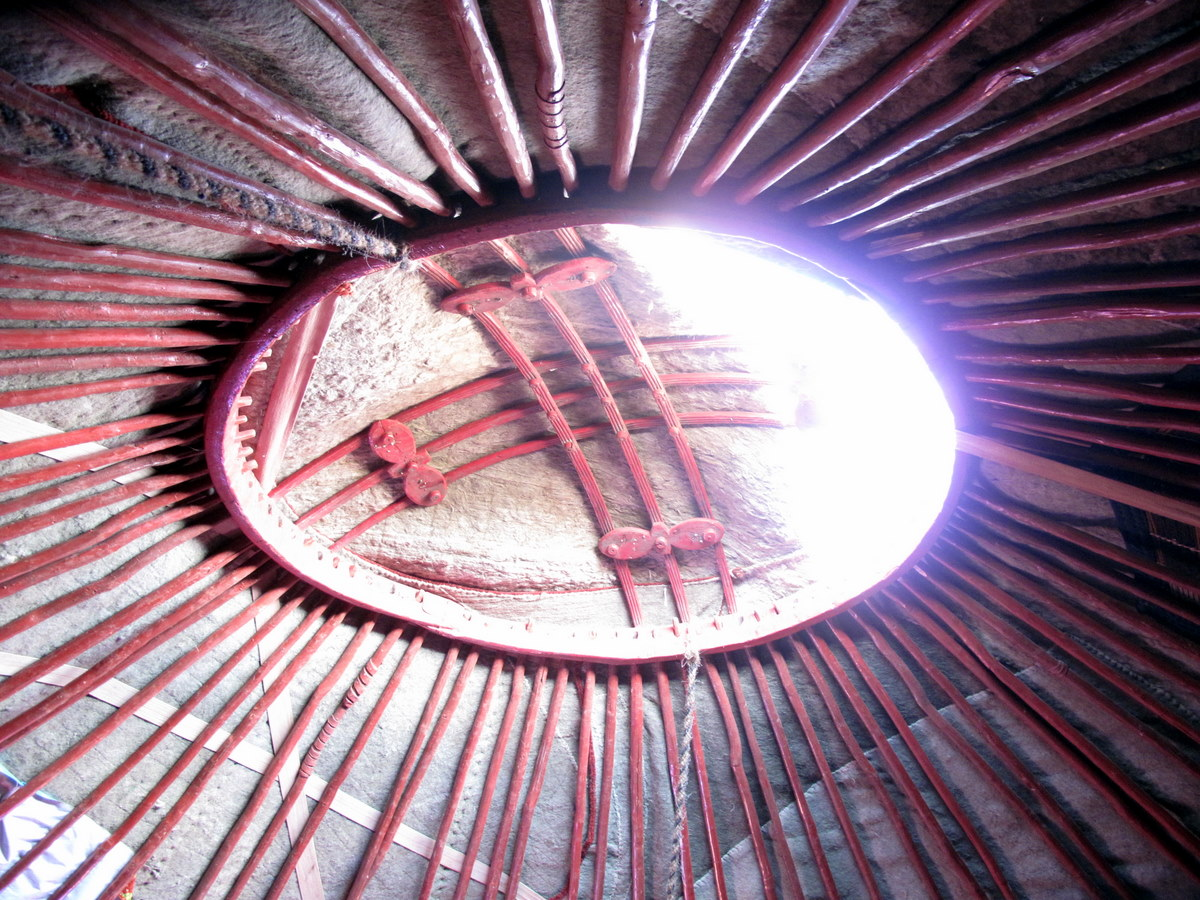
トゥンドゥク
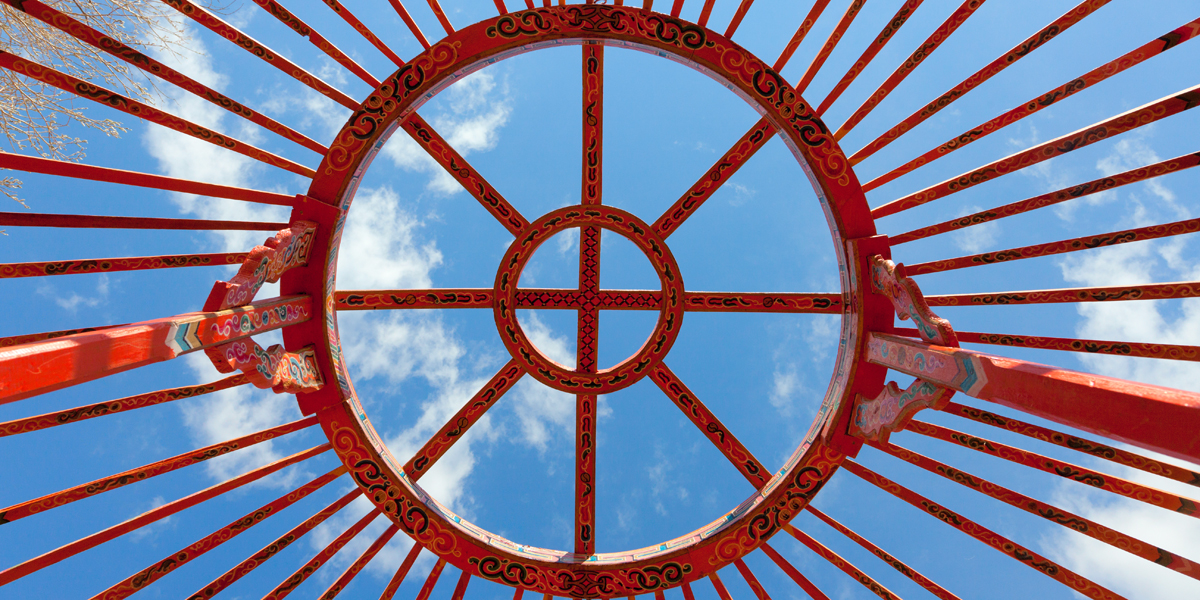
トーノ

## シンボル

カザフスタンの国章
キルギスの国旗
キルギスオシ州の旗
キルギスジャララバード州の旗